# Journey Prize

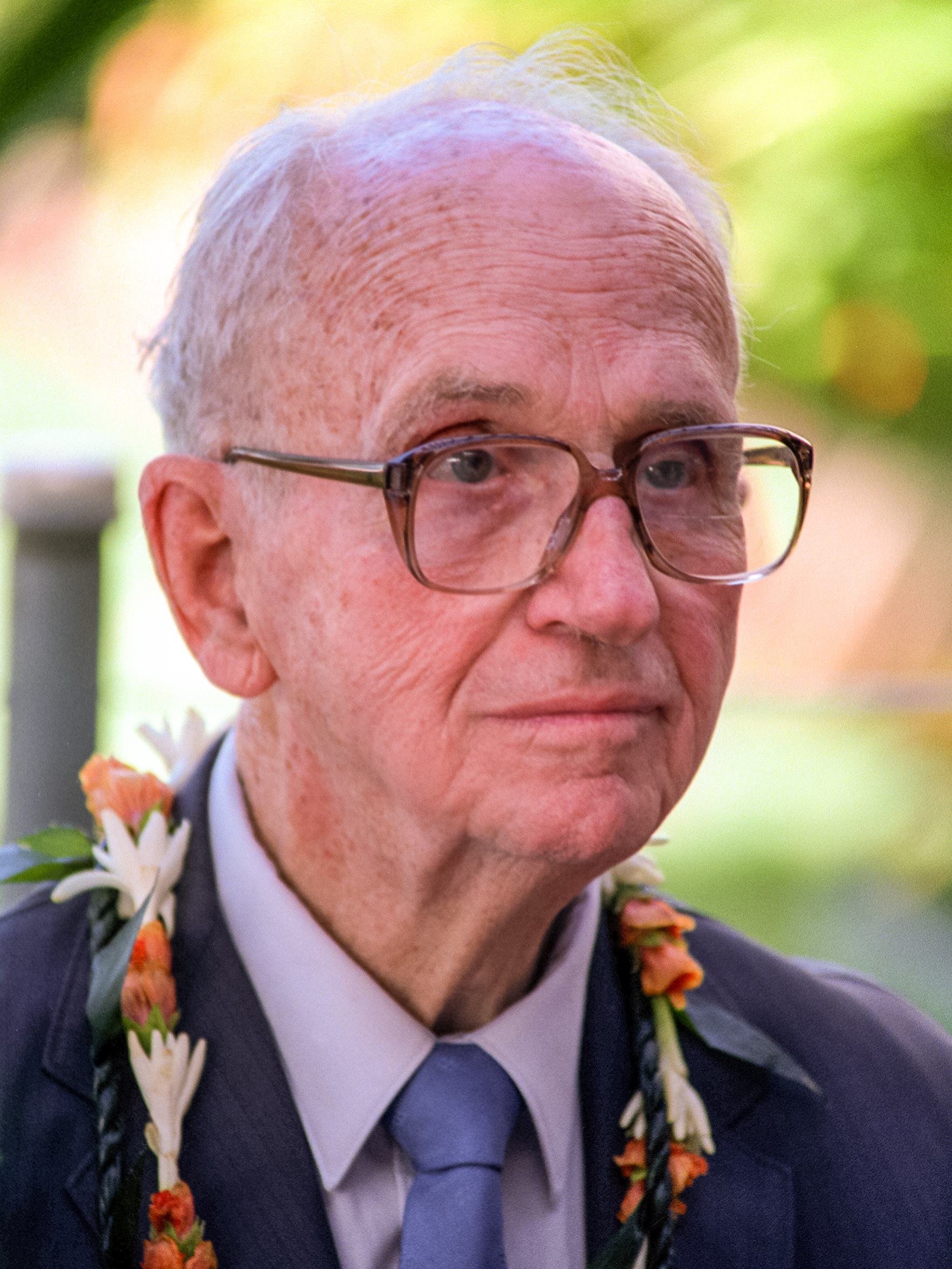
James A. Michener, Initiator des Journey Prize, 1991

Der Journey Prize ist ein seit 1989 bestehender kanadischer Literaturpreis, der alljährlich von dem Verlagshaus McClelland and Stewart, Toronto, und dem Writers’ Trust of Canada für die beste Kurzgeschichte eines aufstrebenden Schriftstellers vergeben wird, die in einem kanadischen Literaturmagazin veröffentlicht wurde. Die Auszeichnung wurde von James A. Michener angeregt, der seine kanadischen Einkünfte aus seinem Roman Journey (1988) zur Verfügung stellte und damit die Bezeichnung des Preises vorprägte.
Der Journey Prize ist mit 10.000 kanadischen Dollar die bedeutendste finanzielle Auszeichnung, die in Kanada an einen ambitionierten Autor für eine Kurzgeschichte oder ein Exzerpt eines Romans, der sich im Schreibprozess befindet, vergeben wird.
Des Weiteren veröffentlicht der Journey Prize eine jährliche Anthologie, The Journey Prize Stories, in der alle nominierten Kurzgeschichten und Exzerpte erneut bei McClelland and Stewart publiziert werden und die sich selbst einer gewissen Rezeption erfreuen. Außerdem vergibt McClelland & Stewart einen Preis von 2.000 kanadischen Dollar an jenes Literaturmagazin, das den literarischen Beitrag als erste veröffentlichte und beim Wettbewerb einreichte. Zwei weitere der Finalisten erhalten jeweils 1.000 Dollar. Die Jury besteht aus drei unabhängigen Mitgliedern; der Preis wird beim Writers’ Trust Awards event überreicht.
Der Preisträger des Jahres 2000, Timothy Taylor, war der erste Schriftsteller, der alleine drei Kurzgeschichten auf der Shortlist innerhalb eines Jahres platzieren konnte.
Der seit 1998 bestehende Danuta Gleed Literary Award prämiert im Unterschied zum Journey Prize die beste Kurzgeschichtensammlung eines Autors und nicht nur das Debüt einer Short Story. Außerdem ist der Danuta Gleed Literary Award verlagsunabhängig.

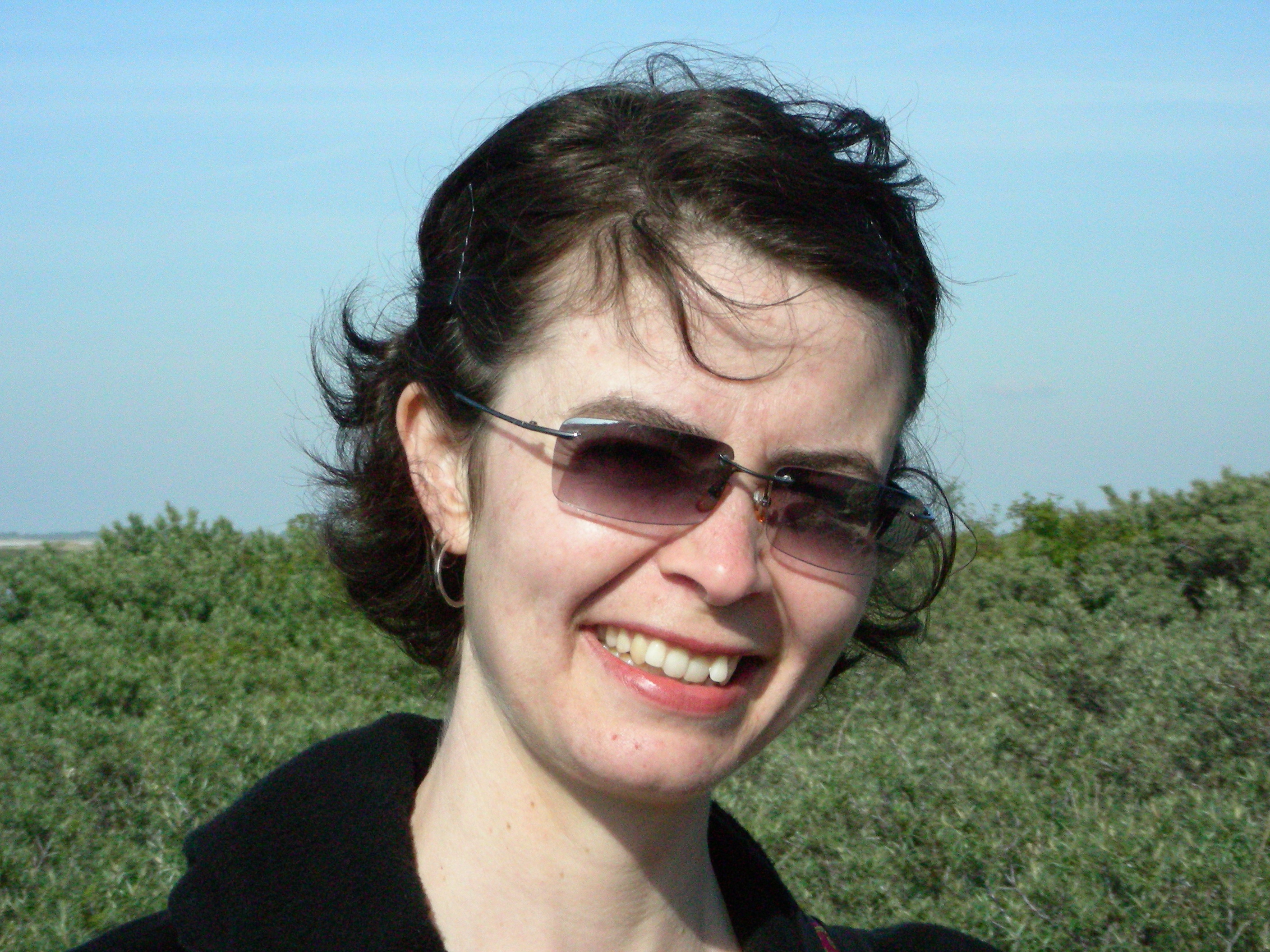
Alissa York, Preisträgerin des Jahres 1999

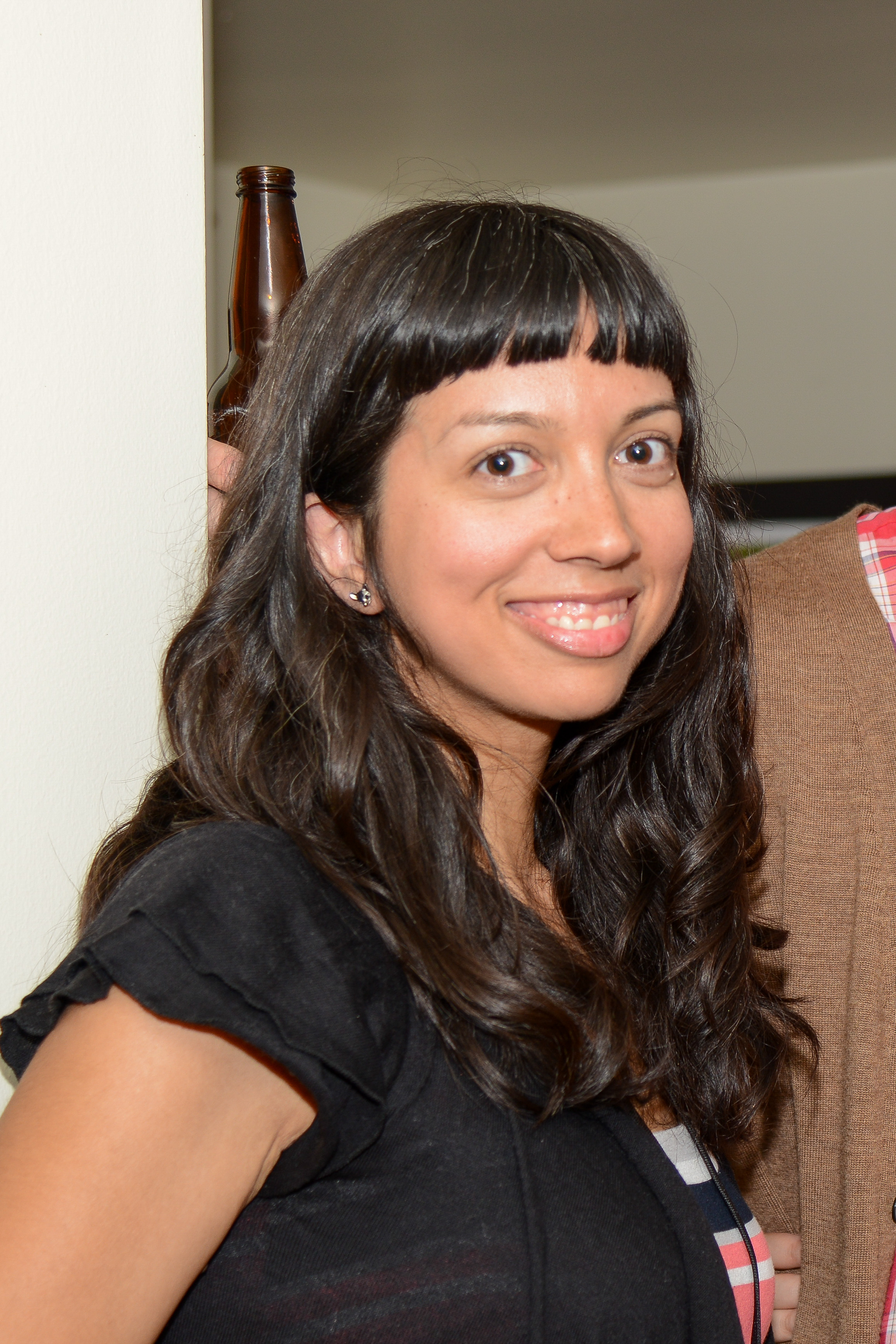
Saleema Nawaz, Preisträgerin des Jahres 2008

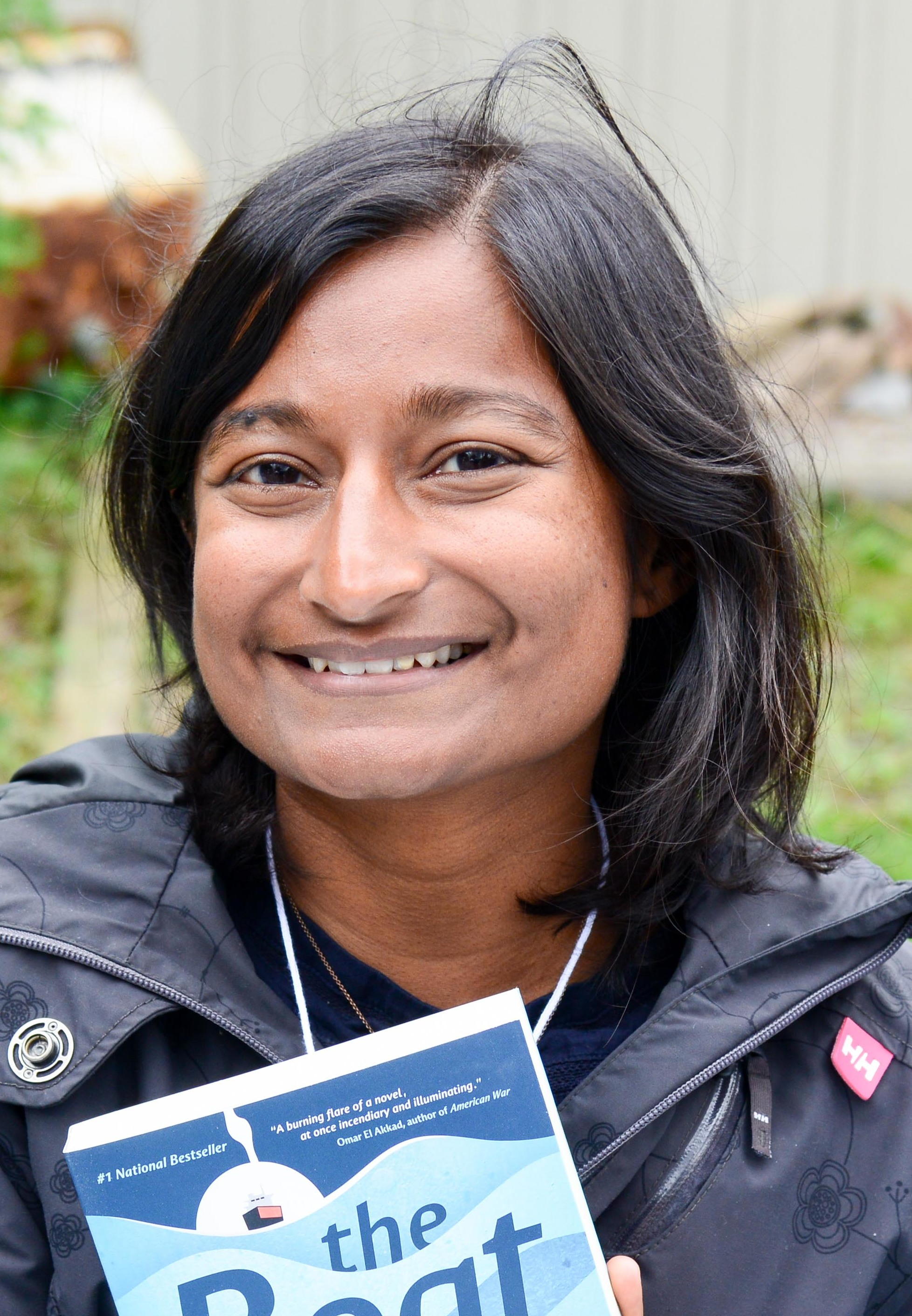
Sharon Bala, Preisträgerin des Jahres 2017

## Preisträger
| Jahr | Autor                            | Kurzgeschichtentitel                      |
| ---- | -------------------------------- | ----------------------------------------- |
| 1989 | Holley Rubinsky                  | Rapid Transits                            |
| 1990 | Cynthia Flood                    | My Father Took a Cake to France           |
| 1991 | Yann Martel                      | The Facts Behind the Helsinki Roccamatios |
| 1992 | Rozena Maart                     | No Rosa, No District Six                  |
| 1993 | Gayla Reid                       | Sister Doyle’s Men                        |
| 1994 | Melissa Hardy                    | Long Man the River                        |
| 1995 | Kathryn Woodward                 | Of Marranos and Gilded Angels             |
| 1996 | Elyse Gasco                      | Can You Wave Bye Bye, Baby                |
| 1997 | Gabriella Goliger / Anne Simpson | Maladies of the Inner Ear / Dreaming Snow |
| 1998 | John Brooke                      | The Finer Points of Apples                |
| 1999 | Alissa York                      | The Back of the Bear’s Mouth              |
| 2000 | Timothy Taylor                   | Doves of Townsend                         |
| 2001 | Kevin Armstrong                  | The Cane Field                            |
| 2002 | Jocelyn Brown                    | Miss Canada                               |
| 2003 | Jessica Grant                    | My Husband’s Jump                         |
| 2004 | Devin Krukoff                    | The Last Spark                            |
| 2005 | Matt Shaw                        | Matchbook for a Mother’s Hair             |
| 2006 | Heather Birrell                  | BriannaSusannaAlana                       |
| 2007 | Craig Boyko                      | Ozy                                       |
| 2008 | Saleema Nawaz                    | My Three Girls                            |
| 2009 | Yasuko Thanh                     | Floating like the Dead                    |
| 2010 | Devon Code                       | Uncle Oscar                               |
| 2011 | Miranda Hill                     | Petitions to Saint Chronic                |
| 2012 | Alex Pugsley                     | Crisis on Earth-X                         |
| 2013 | Naben Ruthnum                    | Cinema Rex                                |
| 2014 | Tyler Keevil                     | Sealskin                                  |
| 2015 | Deirdre Dore                     | The Wise Baby                             |
| 2016 | Colette Langlois                 | The Emigrants                             |
| 2017 | Sharon Bala                      | Butter Tea at Starbucks                   |
| 2018 | Shashi Bhat                      | Mute                                      |
| 2019 | Angélique Lalonde                | Pooka                                     |